# 孫璧
孫璧（1499年—？），字文甫，山西平陽府蒲州人，軍籍，明朝政治人物。

## 生平
嘉靖元年（1522年）壬午科山西鄉試第十名舉人。嘉靖十七年（1538年）中式戊戌科二甲五十一名進士。授河南鄭州知州，歷官開封府同知、太僕寺少卿。

## 家族
曾祖孫禋；祖父孫鎮，義官；父孫鷂，儀賓。母永川郡君。具庆下。